# Jah Cure
Jah Cure of Iyah Cure, geboren als Siccaturie Alcock (Hanover, Jamaica, 11 oktober 1978) is een Jamaicaanse reggaemuzikant die opgroeide in Kingston.

## Carrière
Zijn doorbraak kwam in 1997 toen hij de single King Of The Jungle opnam, een duet met Sizzla. De single werd geproduceerd door Beres Hammond, die met hem verderging om zo zijn mentor te worden. Vervolgens bracht hij verschillende singles uit die lovende kritieken en populaire bijval kregen. Beres Hammond nam uiteindelijk Cure onder zijn hoede en begon hem te begeleiden en zijn muziek in de studio te produceren. In 1998 trad Cure op tijdens een Europese tour en bezocht verschillende Caribische eilanden met Beres Hammond en de Harmony House Family. 
Cure bracht drie albums en een aantal singles vanuit de gevangenis uit, waarvan sommige bovenaan de Jamaicaanse hitlijst stonden. Zijn eerste album Free Jah's Cure The Album the Truth werd uitgebracht in 2000, gevolgd door Ghetto Life in 2003 en Freedom Blues in 2005. Meer recentelijk heeft Cure de nummers "Love Is", "Longing For" en "True Reflections" uitgebracht, waarmee hij zijn unieke stem en lyrische vaardigheid laat zien. Drie dagen na zijn vrijlating uit de gevangenis kwam zijn vierde album, True Reflections...A New Beginning, uit.
In 2008 bracht Jah Cure "Hot Long Time" featuring. Junior Reid uit. Universal Cure, het 5e studioalbum van Jah Cure, zou op 25 november 2008 uitkomen, maar werd uitgesteld tot "medio 2009". The Universal Cure werd op 14 april 2009 in de VS uitgebracht. Het album bevat "Hot Long Time" (met Junior Reid, Flo Rida en Mavado), evenals "Mr. Jailer" en "Journey". Het album was het eerste opgenomen album sinds zijn vrijlating uit de gevangenis.
Eind 2010, na het succes van Jah Cure's single "Unconditional Love" featuring Phyllisia, bracht SoBe Entertainment de tweede single uit van Jah Cure's aanstaande World Cry album, getiteld "Like I See It" featuring Rick Ross en Mavado.
Op 11 december 2012 bracht SoBe Entertainment het zesde studioalbum van Jah Cure, World Cry, digitaal uit. De fysieke release was gepland voor 29 januari 2013.
Zijn album The Cure kwam uit in juli 2015. Het stond bovenaan de Billboard Reggae Albums-hitlijst in de eerste week van uitgave en werd genomineerd voor een Grammy Award voor Beste Reggae-album in 2016.
Zijn album "Royal Soldier" werd in augustus 2019 uitgebracht op VP Records. Het kwam binnen op nummer één in de Billboard Reggae Chart. Singles van het album zijn onder meer "Telephone Love", "Risk It All", "Life is Real", "Marijuana" en "Pretty Face".

## Juridische kwesties
In november 1998 werd hij aangehouden en gearresteerd door de politie wegens wapenbezit, verkrachting en diefstal. Hij werd in april 1999 schuldigverklaard en veroordeeld tot 15 jaar gevangenschap. Sinds zijn arrestatie ontkent Cure alle beschuldigingen.
Terwijl hij in de gevangenis zat, had hij toegang tot opnamemateriaal en bracht, tijdens zijn gevangenschap, drie albums (Free Jah's Cure The Album, The Truth in 2000, Ghetto Life in 2003 en Freedom Blues in 2005) en enkele singles uit.
Hij werd onschuldig verklaard en vrijgelaten op 28 juli 2007, na acht jaar gevangenschap. Drie dagen later kwam zijn vierde album True Reflections... uit. Zijn eerste concert na zijn vrijlating vond plaats in Nederland op het Reggae Sundance festival in augustus 2007. Hij was de laatste en hoofdact
Op 2 oktober 2021 werd Jah Cure in Utrecht gearresteerd een dag nadat hij een muziekpromotor in de maag had gestoken.
De Prison Walls-zanger, wiens echte naam Siccaturie Alcock is, stak evenementpromotor Nicardo ‘Papa’ Blake, 45, op 1 oktober neer op de Dam, in het centrum van Amsterdam, waar hij was geboekt voor een optreden. Cure had twee dagen eerder opgetreden bij het concert van Blake in de Melkweg. Zijn prestatievergoeding van 5.000 euro had hij echter niet ontvangen.
Aanklagers hadden geëist dat de Jamaicaanse zanger zou worden veroordeeld tot acht jaar, met uitgezeten tijd, voor poging tot moord en mishandeling. De advocaat van Jah Cure, Tim Scheffer, voerde echter aan dat het incident zelfverdediging was en dat het in de eerste plaats nooit de bedoeling van de zanger was om de concertpromotor neer te steken. Scheffer had ook tegen de rechtbank gezegd dat de dreigementen die Jah Cure voorafgaand aan de steekpartij uitzond, volgens Het Parool "onderdeel waren van de Jamaicaanse reggaecultuur".
Op 22 maart 2022 werd hij schuldig bevonden en veroordeeld tot 6 jaar gevangenisstraf. En zit zijn straf uit in de penitentiaire inrichting (PI) in Ter Apel

## Discography
| Year | Album Title                         | Label                        |
| ---- | ----------------------------------- | ---------------------------- |
| 2000 | Free Jah's Cure The Album the Truth | J&D Charm Jet Star Ernie B's |
| 2003 | Ghetto Life                         | VP                           |
| 2005 | Freedom Blues                       | VP                           |
| 2007 | True Reflections...A New Beginning  | VP                           |
| 2009 | The Universal Cure                  | SoBe                         |
| 2013 | World Cry                           | SoBe                         |
| 2015 | The Cure                            | VP                           |
| 2019 | Royal Soldier                       | VP                           |
| 2023 | Undeniable                          | VP                           |

- Bibliothèque nationale de France: cb14189775j (data)
- International Standard Name Identifier: 0000 0000 0308 6752
- Library of Congress Control Number: no2006042981
- MusicBrainz: 07b5e94b-95ac-467d-80e0-a691c709dd11
- Système universitaire de documentation: 086912658
- Virtual International Authority File: 24811756
- WorldCat: E39PBJxMkWRtqfGkdXxWW6wBfq